# Víctor Rabuñal
Víctor Rabuñal (Montevideo, 8 gennaio 1962) è un ex calciatore uruguaiano, di ruolo centrocampista.

## Carriera

### Club
Ha giocato nella massima serie dei campionati uruguaiano e argentino.

### Nazionale
Con la Nazionale uruguaiana ha preso parte alla Copa América 1983, vincendola.